# Ayesha Gaddafi
Aisha al-Gaddafi (arabisk: عائشة القذافي , navnet ses ofte skrevet således: Ayesha al-Qaddafi ) er eneste datter af Libyens tidligere leder Muammar al-Gaddafi og Safiya al-Gaddafi (Muammar Al-Gaddafis anden kone), født 1976 i Tripoli.
Hun er opkaldt efter sin fars moder. Hun tilhører ligesom faderen en gren/familie "Qahos" af Alqmazvp stammen.

## Uddannelse mv.
Aisha al-Gaddafis uddannelse mv omfatter følgende jurauddannelser:
- BA og MA fra University of the Conqueror.
- Ayesha al-Gaddafi påbegyndte i 2003 en uddannelse til Ph.d. i international ret ved Sorbonne Universitetet, Paris, Frankrig, men afbrød uddannelsen under henvisning til krigen mod Irak med begrundelsen. "det er meningsløst at spilde tid på at studere noget, der ikke eksisterer,".

- en doktorgrad i international ret ved universitetet Observatory Jamahiriya.

Hun taler arabisk og fransk.

## Erhverv mv
Aisha al-Gaddafi har fungeret som advokat i to kendte retssager:
- Hun var i 2004 medlem af advokatgruppen til forsvar for den afsatte og senere henrettede leder af Irak, Saddam Hussein.

- Hun er bestyrelsesformand i organisationen Wa ltassemo Charity Association, Libya,som forsvarede Muntadhar al-Zaidi, i forbindelse med en retssag mod denne, som følge af dennes sko-kastning den 14. december 2008 mod daværende amerikanske præsident George W. Bush under en pressekonference i Bagdad.

Aisha al-Gaddafi blev den 24. juli 2009 udnævnt af FN som national goodwillambassadør for Libyen, især med henblik på Libyens problemer med hiv/aids, fattigdom og kvinders rettigheder , som alle er kulturelt følsomme emner i landet. I februar 2011 fratog FN Aisha al-Gaddafi hendes hverv som goodwillambassadør på grund af hendes støtte til faderens massakre på tusinder af libyere i landets brutale borgerkrig. 

## Ægteskab
Aisha al-Gaddafi blev i 2006 gift med Ahmad al-Qaddafi, der er en fætter til hende, på hendes fars side. Ægtefællen er officer og tilhører samme stamme som hende selv.

## Politiske meninger m.v
Hun har gennem mange år været tilhænger af revolutionære grupper som IRA (nu ophørt oprørs- og terrorgruppe i Nordirland) og oprørerne i Irak. 
Hun menes at spille rollen som fredsforsoner blandt sine otte brødre (heraf en adopteret). Hun anses for den mest magtfulde kvinde i Libyen, herunder i forhold til de vagter og sygeplejersker, som servicerer Libyens leder
Aisha al-Gaddafi er på grund af sit slanke udseende blevet kaldt "Claudia Schiffer of North Africa"
Hun er trænet i brugen af pistol og Kalashnikov.

### Sag mod NATO
Aisha rejste i juni 2011 til Belgien og lagde sag an mod NATO for krigsforbrydelser, i det NATO ifølge hende bombede et civilt mål ved at bombe et civilt hjem hvor Muammar Gaddafi, hun selv og noget familie skulle have befundet sig. Ved bombeangrebet blev Gaddafis yngste søn og tre af hans børnebørn dræbt ifølge de daværende libyske myndigheder.